# U 244
U 244 war ein deutsches U-Boot vom Typ VII C, das im Zweiten Weltkrieg von der deutschen Kriegsmarine eingesetzt wurde.

## Technische Daten
Der Auftrag für das Boot wurde am 10. April 1941 an die Werft Germaniawerft, Kiel vergeben. Die Kiellegung erfolgte am 14. Mai 1942, der Stapellauf am 2. September 1943. Die Indienststellung unter Oberleutnant zur See Ruprecht Fischer fand schließlich am 9. Oktober 1943 statt.

## Geschichte
Das U-Boot gehörte nach seiner Indienststellung am 9. Oktober 1943 bis zum 1. August 1944 zur 5. U-Flottille, bis zum 1. November 1944 zur 9. U-Flottille und bis zum 14. Mai 1945 zur 11. U-Flottille.

## Verbleib
U 244 kapitulierte am 14. Mai 1945 bei Loch Eriboll (Schottland) und wurde im Rahmen der Operation Deadlight versenkt.